# التحالف الأرجنتيني ضد الشيوعية
التحالف الأرجنتيني ضد الشيوعية (Alianza Anticomunista Argentina، يعرف عادةً باسم التريبل إيه أو إيه إيه إيه) كان فرقة موت يمينية تأسست في الأرجنتين عام 1973 وكانت نشطة بشكل خاص تحت حكم إيزابيل بيرون (1974 - 1976). وقد ارتبط في البداية بـالبيرونية اليمينية، وهي المنظمة المعارضة للبيرونية اليسارية وغيرها من المنظمات اليسارية. وعمل التحالف الأرجنتيني ضد الشيوعية ضد مجموعة كبيرة من معارضي الحكومة، وليس الشيوعيين فقط.
كان يرأس التحالف سرًا خوزيه لوبيز ريكا، وزير الرعاية الاجتماعية والسكرتير الشخصي لـخوان بيرون. واتهم رودولفو ألميرون، الذي قبض عليه في عام 2006، بأنه مدير عملياته في الجماعة، وكان رسميًا رئيس لوبيز ريكا والحارس الشخصي لإيزابيل بيرون. وسلمته أسبانيا في عام 2006 وتمت محاكمته؛ ومات في السجن في يونيو 2009. بالإضافة إلى أن عميل أمانة الاستخبارات أنيبال غوردون كان عضوًا مهمًا آخر في التحالف، بالرغم من إنكاره الدائم لذلك. وقدم للمحاكمة في الأرجنتين عام 1985 بعد استعادة الحكم الديمقراطي وحكم عليه في أكتوبر 1986. ومات غوردون في السجن جراء الإصابة بـسرطان الرئة العام التالي.
في عام 2006، أصدر القاضي الأرجنتيني نوربرتو أوياربيد حكمه بارتكاب التحالف الأرجنتيني ضد الشيوعية «جرائم ضد الإنسانية»، ما يعني أن جرائمهم لا تنطبق عليها قوانين التقادم المسقط. ويمكن محاكمة المشتبه بهم على أفعال ارتكبوها في فترة السبعينيات وأوائل الثمانينيات.

## التأسيس
يعتقد أن تحالف تريبل إيه تأسس في عام 1973 على يد خوزيه لوبيز وألبرتو فيلار، نائب رئيس الشرطة الاتحادية الأرجنتينية، في فترة الرئاسة المؤقتة القصيرة لـراؤول لاستيري في عام 1973. وحسبما ذكر، فقد بدأت الحركة في اجتماع بيروني عالي المستوى في 1 أكتوبر 1973، حضره الرئيس راؤول لاستيري ووزير الداخلية بينيتو ليامبي ووزير الرعاية الاجتماعية خوزيه لوبيز ريكا والسكرتير العام للرئاسة خوزيه أومبرتو مارتيارينا والعديد من حكام الأقاليم. وقد عرّفت الأحكام القانونية الجماعة بأنها جزء من إرهاب الدولة، والتي عملت في ظل حكومات لاستيري وبيرون وإيزابيل بيرون حتى عام 1976. واغتيل فيلار وزوجته في عام 1974 عن طريق زرع قنبلة في سفينته السياحية ذات المقصورة في تيغري على يد أفراد من جماعة حرب العصابات الحضرية مونتونيروس.
أصبح لوبيز ريجا، نصير التنجيم ومدعي الكهانة، يمتلك سلطة عظيمة في الحركة البيرونية. وكان له تأثير بالغ على بيرون، الذي انتخب للرئاسة وتسلم المنصب في 1973، وانتخبت زوجته إيزابيل مارتينز دي بيرون نائبة له، وخلفته في الرئاسة بعد موت بيرون المفاجئ في 1 يوليو 1974. ولمساندة الجماعة شبه العسكرية، سحب لوبيز ريجا أموالاً من وزارة الرعاية الاجتماعية التي كان يسيطر عليها. وقد شارك بعض أعضاء التحالف الأرجنتيني ضد الشيوعية سابقًا في مجزرة إيزيزا عام 1973 البيرونية. وفي يوم عودة بيرون من المنفى، قام قناصون بقتل العديد من البيرونيين اليساريين في التجمع الهائل الذي احتشد للترحيب بعودته؛ مما أدى إلى انفصال البيرونيين اليساريين واليمينيين نهائيًا.
أظهرت تحقيقات القاضي الأسباني بالتاسار غارثون، الموجهة لانتهاكات حقوق الإنسان على المستوى الدولي، أن عميل الفاشية الجديدة الإيطالي ستيفانو ديلي تشاي تعاون أيضًا مع التحالف الأرجنتيني ضد الشيوعية وكان مشاركًا في مجزرة إيزيزا. علاوة على ذلك، تعاون ديلي تشاي مع مديرية الاستخبارات الوطنية التشيلية (DINA) في تشيلي ولصالح الديكتاتور البوليفي هوغو بانزر.
وفقًا لمقال نشر في صحيفة نيويورك تايمز عام 1983، تأسست الجماعة عندما شنت العديد من هجمات حرب العصابات من قِبل الجماعات اليسارية، والتي تم التصدي لها بـالقمع الشديد لـالمعارضين السياسيين من جانب الجيش والقوات شبه العسكرية وقوات الشرطة. وكانت هذه البيئة ذات الاضطرابات الاجتماعية المبرر الذي استخدمه المجلس العسكري في حربه القذرة ضد المعارضين السياسيين. ولكن الشهادة التي قدمت في محاكمة المجلس العسكري في عام 1985 أكدت أنه بحلول عام 1976 كان كل من الجيش الشعبي الثوري (ERP) وعصابة مونتونيروس قد تفككا ولم يشكل المعارضون السياسيون إطلاقًا خطرًا حقيقيًا على الحكومة.

## الضحايا
لفتت المجموعة الانتباه الوطني في 21 نوفمبر 1973 عند محاولتها قتل السيناتور هيبوليتو سولاري يريغوين بواسطة سيارة مفخخة. وواصل التحالف الأرجنتيني ضد الشيوعية أعماله العنيفة بقتل 122 فردًا، وفقًا لملحق صدر لتقرير اللجنة الوطنية للمفقودين (CONADEP)، وتضمن مشتبهًا بهم من عصابات مونتونيروس والعصابات اليسارية التابعة لـالجيش الشعبي الثوري والمتعاطفين معهم، ولكن قامت الجماعة بتوسيع نطاق أهدافها ليضم معارضين سياسيين آخرين، فشمل قضاة وقادة شرطة ونشطاء اجتماعيين. وإجمالاً، فإنها موضع شك في ضلوعها في قتل أكثر من 1500 فرد.
تتجه أصابع الاتهام بقوة نحو الجماعة في تورطها في اغتيال اليسوعي كارلوس موهيكا، صديق ماريو فرمنيتش، مؤسس مونتونيروس. وتضم مجموعة الأشخاص الآخرين الذين قتلتهم الجماعة سيلفيو فرونديزي، شقيق الرئيس السابق أرتورو فرونديزي وخوليو تروكسيلر، نائب مدير الشرطة السابق وألفريدو كيورتشيت، محامي الدفاع عن المساجين السياسيين وهيبوليتو أتيليو لوبيز، قائد نقابي بارز في محافظة كوردوبا. ووثقت اللجنة الوطنية للمفقودين المعنية بانتهاكات حقوق الإنسان تنفيذ التحالف الأرجنتيني ضد الشيوعية 19 عملية قتل في عام 1973 و50 في عام 1974 و359 في عام 1975، بينما يشتبه في تورطها في عدة مئات من عمليات القتل الأخرى.
وكثيرًا ما يستشهد بالدراسة التي أجراها إغناسيو يانسن غونزاليس في عام 1986؛ حيث يقدر ضلوع الجماعة في شن 220 هجمة إرهابية ما بين شهري يوليو وسبتمبر 1974، والتي قتل فيها 60 شخصًا وأصيب 44 بجروح خطيرة، بالإضافة إلى اختطاف 20 آخرين. وقد أصدر القاضي الاتحادي نوربرتو أوياربيد، الذي وقع على قرار تسليم القائد السابق للتحالف الأرجنتيني ضد الشيوعية رودولفو ألميرون، حكمًا في ديسمبر 2006 بأن الجرائم التي ارتكبها التحالف ترقى إلى جرائم انتهاكات حقوق الإنسان و«بداية عملية منظمة تقودها أجهزة الدولة» خلال الديكتاتورية.
تسببت التهديدات بالقتل في مغادرة العديد من المعارضين الأرجنتين. ومن بين الأشخاص المشهورين والمحترمين الذين غادروا عالم الرياضيات مانويل سادوسكي والفنانون هيكتور ألتريو ولويس براندوني وناتشا جيفارا والسياسي ورجل الأعمال خوسيه ألبر جيلبارد والمحامي والسياسي هيكتور ساندلر والممثل نورمان بريسكي.
كان معروفًا أن التحالف الأرجنتيني ضد الشيوعية يحظى بدعم قوي من الجيش ورئيس الأركان خورخه رافائيل فيديلا الذي أصبح رئيسًا للأرجنتين بعد الانقلاب العسكري في عام 1976.
- مقتل رودولفو ديفيد أورتيجا بينيا في 31 يوليو
- مقتل راؤول لاجوزيديل في 5 سبتمبر 1974
- مقتل ألفريدو ألبرتو بيريز كيورتشيت في 10 سبتمبر 1974
- اختطاف دانيال بانفي لويس لاترونيكا وجيليرمو جابيف في 12 سبتمبر 1974
- مقتل خوليو توماس تروكسيلر في 20 سبتمبر 1974
- مقتل دومينغو ديفينسيتي في 6 نوفمبر 1974
- مقتل لويس أنخيل مينديبيورو وسيلفيو فرونديزي في 27 سبتمبر 1974
- مقتل كارلوس إرنيستو لاهام وبيدرو ليوبولدو باراسا في 13 أكتوبر 1974.
- مقتل رامون سامانييغو في 12 أبريل 1974

## آخرون
هرب العديد من أعضاء التحالف الأرجنتيني ضد الشيوعية إلى أسبانيا، حيث تورطوا في أعمال قتل يساريين آخرين. وتورط خمسة عشر عضوًا سابقًا في التحالف (من بينهم رودولفو ألميرون) في حادث إطلاق النار في مونتيخورا عام 1976 على عضوين كارليين يساريين في حفل سنوي ضخم في أسبانيا. وكان المتورطون الآخرون في الحادث عميل الفاشية الجديدة الإيطالي ستيفانو ديلي تشاي وجان بيير شريد، العضو السابق في منظمة الجيش السري (OAS) الفرنسي والعضو في ذلك الوقت في فرقة الموت جماعات تحرير مكافحة الإرهاب (GAL) في أسبانيا.
اشترك العضو السابق في التحالف خوسيه ماريا بوكاردو مع شريد وآخرين في اغتيال أرغالا، العضو في منظمة إيتا عام 1978. وفي عام 1973، شارك في اغتيال رئيس وزراء فرانكو لويس كاريرو بلانكو.

## وصلات خارجية
- “El 'jefe' de la Triple A vive en un arrabal de Valencia”، صحيفة الموندو، فيليكس مارتينيز وناندو غارسيا (بالإسبانية)
- “El Debut del Terror: La Triple A”، بابلو ميندليفيتش (بالإسبانية)
- “Triple A; Toda la verdad, caiga quien caiga”